# Stellantis
Stellantis N.V. är en fransk-italiensk-amerikansk fordonskoncern med säte i Amsterdam, Nederländerna. Koncernen bildades i januari 2021 genom en sammanslagning av Groupe PSA och Fiat Chrysler Automobiles. Den nya koncernen består av ett stort antal bilmärken med ursprung i Europa och Nordamerika.
Stellantis är listat på Borsa Italiana, Euronext Paris och New York Stock Exchange.

## Bilmärken
| Land           | Märke          | Grundat |
| -------------- | -------------- | ------- |
| USA            | Jeep           | 1941    |
| USA            | Chrysler       | 1925    |
| USA            | Dodge          | 1914    |
| USA            | RAM            | 2010    |
| USA            | Mopar          | 1937    |
| Italien        | Fiat           | 1899    |
| Italien        | Abarth         | 1949    |
| Frankrike      | Citroën        | 1919    |
| Frankrike      | Peugeot        | 1882    |
| Tyskland       | Opel           | 1862    |
| Storbritannien | Vauxhall       | 1903    |
| Italien        | Alfa Romeo     | 1910    |
| Frankrike      | DS Automobiles | 2014    |
| Italien        | Lancia         | 1906    |
| Italien        | Maserati       | 1914    |

### Dotterbolag
- Sevel